# Bothriurus bonariensis
Bothriurus bonariensis je štír patřící do čeledi Bothriuridae. Dorůstá 45–56 mm. Vyskytuje se v Argentině, Bolívii, Brazílii, Paraguayi, Peru a Uruguayi. K chovu je vhodné terárium lesního typu. Štíři jsou choulostiví na onemocnění plísněmi a je nutné čistit terárium a odstraňovat z něj zbytky potravy. Patří mezi největší druhy rodu. U rodu Bothriurus se objevují problémy s odchovem a mláďata jsou velice drobná.